# Boalsburg, Pennsylvania
Boalsburg, Pennsylvania (енгл. Boalsburg) насељено је место без административног статуса у америчкој савезној држави Пенсилванија.

## Демографија
По попису из 2010. године број становника је 3.722, што је 144 (4,0%) становника више него 2000. године.
| Група             | 2000.         | 2010.         |
| Белци             | 3.338 (93,3%) | 3.443 (92,5%) |
| Афроамериканци    | 52 (1,5%)     | 83 (2,2%)     |
| Азијати           | 74 (2,1%)     | 76 (2,0%)     |
| Хиспаноамериканци | 51 (1,4%)     | 59 (1,6%)     |
| Укупно            | 3.578         | 3.722         |